# Società Sportiva Juve Stabia 2005-2006
Questa voce raccoglie le informazioni riguardanti la Società Sportiva Juve Stabia nelle competizioni ufficiali della stagione 2005-2006.

## Stagione
Nella stagione 2005-2006 la Juve Stabia è giunta al 17º posto nel campionato di Serie C1 girone B, vincendo il Play-out contro l'Acireale. Stagione molto sofferta dalle Vespe, con la salvezza ottenuta sul filo di lana dei Play-out. Il campionato si è concluso con la vittoria del Napoli, che risale in Serie B con il Frosinone che ha vinto i Paly-off. Per i gialloblù campani si è concluso con 33 punti al penultimo posto, dopo una stagione tribolata con tre cambi di allenatore, ma con il pregio di essersi fatta trovare pronta nel momento decisivo, facendo scivolare in Serie D l'Acireale, che è partito negli spareggi con il vantaggio del miglior piazzamento in campionato, quint'ultimo con 39 punti. La Juve Stabia in questa stagione disputa, con poca fortuna, anche la Coppa Italia Tim Cup, subito eliminata (1-2) dal Siena, la formazione toscana che disputa il massimo campionato. Meglio hanno fatto le Vespe nella Coppa Italia di Serie C dove nel primo turno hanno superato nel doppio confronto il Gela, nel secondo turno hanno superato l'Acireale, mentre negli ottavi sono state eliminate dal Gallipoli.

## Rosa
| N. |                     | Ruolo | Calciatore                   |
| -- | ------------------- | ----- | ---------------------------- |
|    | Italia (bandiera)   | P     | Amedeo Petrazzuolo           |
|    | Italia (bandiera)   | P     | Andrea Armellini             |
|    | Svizzera (bandiera) | P     | Ivan Benito                  |
|    | Italia (bandiera)   | D     | Antonio Vanacore             |
|    | Italia (bandiera)   | D     | Carmine Di Napoli (capitano) |
|    | Italia (bandiera)   | D     | Enea Dionisio                |
|    | Italia (bandiera)   | D     | Gill Voria                   |
|    | Italia (bandiera)   | D     | Massimo Scoponi              |
|    | Italia (bandiera)   | D     | Gianluca Grassadonia         |
|    | Italia (bandiera)   | D     | Marco Taccucci               |
|    | Italia (bandiera)   | D     | Giuseppe Rinaldi             |
|    | Italia (bandiera)   | C     | Giuseppe Cesarano            |
|    | Italia (bandiera)   | C     | Antonio Esposito             |
|    | Italia (bandiera)   | C     | Fabrizio Ferrigno            |

| N. |                   | Ruolo | Calciatore               |
| -- | ----------------- | ----- | ------------------------ |
|    | Italia (bandiera) | C     | Cristian Antonio Agnelli |
|    | Italia (bandiera) | C     | Giovanni Delle Vedove    |
|    | Italia (bandiera) | C     | Andrea Ottonello         |
|    | Italia (bandiera) | C     | Salvatore Marra          |
|    | Italia (bandiera) | C     | Antonio Guarro           |
|    | Italia (bandiera) | C     | Umberto Brutto           |
|    | Italia (bandiera) | C     | Fabio Andreulli          |
|    | Italia (bandiera) | C     | Salvatore Avallone       |
|    | Italia (bandiera) | A     | Ernesto Verolino         |
|    | Italia (bandiera) | A     | Luigi Molino             |
|    | Italia (bandiera) | A     | Luigi Castaldo           |
|    | Italia (bandiera) | A     | Salvatore Sibilli        |
|    | Italia (bandiera) | A     | Alessandro Ambrosi       |
|    | Italia (bandiera) | A     | Davide Arigò             |

## Risultati

### Serie C1

#### Girone di andata
| Arbitro: | Giglioni (Siena) |

|                    |           |  |
| Ambrosi 60’ (rig.) | Marcatori |  |

| Martina Franca 4 settembre 2005 2ª giornata | Martina               | 0 – 0 | Juve Stabia | Stadio Giandomenico Tursi\| Arbitro: \| Guerriero (Catanzaro) \| |
| Arbitro:                                    | Guerriero (Catanzaro) |       |             |                                                                  |

| Arbitro: | Tommasi (Bassano del Grappa) |

|                         |           |  |
| Ambrosi 20’, 64’ (rig.) | Marcatori |  |

| Arbitro: | Ferrandini (Sondrio) |

|                |           |  |
| Pellecchia 80’ | Marcatori |  |

| Arbitro: | Tasso (La Spezia) |

|  |           |                     |
|  | Marcatori | 33’ G. D'Alessandro |

| Arbitro: | Salati (Trento) |

|           |           |  |
| Grava 72’ | Marcatori |  |

| Arbitro: | Damato (Barletta) |

|                    |           |            |
| Ambrosi 30’ (rig.) | Marcatori | 56’ Giglio |

| Arbitro: | Barbirati (Ferrara) |

|                                             |           |                              |
| S. Bellè 15’ (rig.) Ischia 55’ Ginestra 85’ | Marcatori | 44’ Ferrigno 61’ L. Castaldo |

| Arbitro: | Pinzani (Empoli) |

|             |           |                 |
| Ambrosi 23’ | Marcatori | 10’, 17’ Virdis |

| Arbitro: | Zega (Fermo) |

|                |           |                              |
| S. Sibilli 11’ | Marcatori | 7’, 51’ (rig.) F. Di Gennaro |

| Arbitro: | Gallione (Alessandria) |

|                   |           |  |
| Polani 85’ (rig.) | Marcatori |  |

| Arbitro: | Zanardo (Conegliano) |

|                |           |  |
| S. Sibilli 83’ | Marcatori |  |

| Arbitro: | Tozzi (Ostia Lido) |

|            |           |                 |
| Evacuo 40’ | Marcatori | 11’ L. Castaldo |

| Arbitro: | Vuoto (Livorno) |

|  |           |                        |
|  | Marcatori | 35’ Valdacca 55’ Togni |

| Massa 11 dicembre 2005 15ª giornata | Massese                         | 0 – 0 | Juve Stabia | Stadio degli Oliveti\| Arbitro: \| Andolfatto (Bassano del Grappa) \| |
| Arbitro:                            | Andolfatto (Bassano del Grappa) |       |             |                                                                       |

| Castellammare di Stabia 15 dicembre 2005 16ª giornata | Juve Stabia       | 0 – 0 | Pistoiese | Stadio Romeo Menti\| Arbitro: \| Forconi (Aprilia) \| |
| Arbitro:                                              | Forconi (Aprilia) |       |           |                                                       |

| Gela 21 dicembre 2005 17ª giornata | Gela        | 0 – 0 | Juve Stabia | Stadio Vincenzo Presti\| Arbitro: \| Bo (Genova) \| |
| Arbitro:                           | Bo (Genova) |       |             |                                                     |

#### Girone di ritorno
| Arbitro: | Mannella (Avezzano) |

|             |           |  |
| Stefani 10’ | Marcatori |  |

| Arbitro: | Pierpaoli (Firenze) |

|             |           |  |
| Agnelli 83’ | Marcatori |  |

| Arbitro: | Gervasoni (Mantova) |

|             |           |  |
| Cellini 67’ | Marcatori |  |

| Arbitro: | Lupo (Matera) |

|                 |           |  |
| L. Castaldo 53’ | Marcatori |  |

| Acireale 5 febbraio 2006 22ª giornata | Acireale              | 0 – 0 | Juve Stabia | Stadio Tupparello\| Arbitro: \| Guerriero (Catanzaro) \| |
| Arbitro:                              | Guerriero (Catanzaro) |       |             |                                                          |

| Arbitro: | Damato (Barletta) |

|                                              |           |            |
| Romito 13’ (aut.) Agnelli 15’ L. Castaldo 70 | Marcatori | 45’ Calaiò |

| Arbitro: | Calvarese (Teramo) |

|            |           |                 |
| Caleri 13’ | Marcatori | 54’ L. Castaldo |

| Arbitro: | Ferrandini (Sondrio) |

|                   |           |  |
| Verolino 49’, 80’ | Marcatori |  |

| Arbitro: | Lioce (Molfetta) |

|            |           |  |
| Virdis 47’ | Marcatori |  |

| Arbitro: | Marrocco (Pisa) |

|                        |           |  |
| Cini 11’ Paponetti 79’ | Marcatori |  |

| Arbitro: | Stallone (Foggia) |

|                                |           |                            |
| L. Castaldo 35’ S. Sibilli 86’ | Marcatori | 18’ Sorrentino 84’ Cipolla |

| Arbitro: | Meli (Parma) |

|                              |           |              |
| F. Di Gennaro 15’ Masini 58’ | Marcatori | 88’ Bernardo |

| Arbitro: | Celi (Bari) |

|                   |           |                      |
| Brutto 20’ (rig.) | Marcatori | 47’ Luci 72’ Guberti |

| Arbitro: | Manna (Isernia) |

|               |           |             |
| Tarantino 82’ | Marcatori | 32’ Agnelli |

| Arbitro: | Damato (Barletta) |

|           |           |              |
| Marra 33’ | Marcatori | 75’ Bischeri |

| Arbitro: | Bo (Genova) |

|                     |           |                 |
| Di Nardo 44’ (rig.) | Marcatori | 27’ L. Castaldo |

| Arbitro: | Calvarese (Teramo) |

|                 |           |                         |
| L. Castaldo 88’ | Marcatori | 7’ S. Carboni 78’ Abate |

#### Play-out
| Arbitro: | Velotto (Grosseto) |

|                              |           |            |
| Taccucci 41’ L. Castaldo 54’ | Marcatori | 83’ Merito |

| Arbitro: | Zanzi (Lugo di Romagna) |

|              |           |             |
| Alfageme 28’ | Marcatori | 90’ Agnelli |

### Coppa Italia

#### Primo turno
| Arbitro: | Herberg (Messina) |

|                 |           |                         |
| L. Castaldo 37’ | Marcatori | 52’ Portanova 85’ Nanni |

### Coppa Italia Serie C

#### Qualificazioni
| Gela 12 ottobre 2005, ore 14:30 Andata | Gela                  | 0 – 0 | Juve Stabia | Stadio Vincenzo Presti\| Arbitro: \| Paparazzo (Catanzaro) \| |
| Arbitro:                               | Paparazzo (Catanzaro) |       |             |                                                               |

| Arbitro: | Valeri (Roma) |

|                 |           |  |
| L. Castaldo 65’ | Marcatori |  |

#### Fase ad eliminazione diretta
| Arbitro: | Pizzi (Saronno) |

|  |           |                                |
|  | Marcatori | 10’ Bernardo 36’, 81’ Ferrigno |

| Arbitro: | Zonno (Bari) |

|                                 |           |  |
| L. Castaldo 20’ A. Esposito 60’ | Marcatori |  |

| Arbitro: | Gentile (Termoli) |

|                           |           |  |
| Carrozza 21’ Clemente 68’ | Marcatori |  |

| Arbitro: | Benedetti (Vicenza) |

|                          |           |              |
| Bernardo 32’ Agnelli 34’ | Marcatori | 17’ Clemente |